# Jonsmyrtjärnen, Dalarna
Jonsmyrtjärnen är en sjö i Mora kommun i Dalarna och ingår i Dalälvens huvudavrinningsområde.